# Вест-Ранчо-Домінгес (Каліфорнія)
Вест-Ранчо-Домінгес (англ. West Rancho Dominguez) — переписна місцевість (CDP) в США, в окрузі Лос-Анджелес штату Каліфорнія. Населення — 24 347 осіб (2020).

## Географія
Вест-Ранчо-Домінгес розташований за координатами 33°53′40″ пн. ш. 118°16′11″ зх. д. / 33.89444° пн. ш. 118.26972° зх. д. (33.894508, -118.269729).  За даними Бюро перепису населення США в 2010 році переписна місцевість мала площу 4,28 км², уся площа — суходіл. В 2017 році площа становила 10,31 км², з яких 10,29 км² — суходіл та 0,01 км² — водойми.

## Демографія
Згідно з переписом 2010 року, у переписній місцевості мешкало 5669 осіб у 1537 домогосподарствах у складі 1267 родин. Густота населення становила 1325 осіб/км².  Було 1582 помешкання (370/км²).
Расовий склад населення:
| - 52,5 % — чорних або афроамериканців - 18,6 % — білих - 0,8 % — азіатів - 0,6 % — корінних американців - 0,4 % — вихідців з тихоокеанських островів - 23,9 % — осіб інших рас |

До двох чи більше рас належало 3,3 %. Частка іспаномовних становила 44,6 % від усіх жителів.
За віковим діапазоном населення розподілялося таким чином: 29,3 % — особи молодші 18 років, 58,7 % — особи у віці 18—64 років, 12,0 % — особи у віці 65 років та старші. Медіана віку мешканця становила 32,9 року. На 100 осіб жіночої статі у переписній місцевості припадало 88,7 чоловіків;  на 100 жінок у віці від 18 років та старших — 82,3 чоловіків також старших 18 років.
Середній дохід на одне домашнє господарство  становив 59 359 доларів США (медіана — 47 881), а середній дохід на одну сім'ю — 64 043 долари (медіана — 53 530). Медіана доходів становила 35 450 доларів для чоловіків та 32 975 доларів для жінок. За межею бідності перебувало 20,3 % осіб, у тому числі 30,9 % дітей у віці до 18 років та 10,2 % осіб у віці 65 років та старших.
Цивільне працевлаштоване населення становило 8942 особи. Основні галузі зайнятості: освіта, охорона здоров'я та соціальна допомога — 24,0 %, виробництво — 14,3 %, науковці, спеціалісти, менеджери — 10,9 %, роздрібна торгівля — 10,2 %.